# BHFanaticos
Die BHFanaticos sind eine hauptsächlich im Fußball aktive Fangruppe aus Bosnien und Herzegowina mit weltweit 1000 eingeschriebenen Mitgliedern.

## Geschichte

### Gründung
Der Club wurde im Jahre 2000 gegründet mit der Absicht Bosnier aus aller Welt zur Unterstützung der Nationalmannschaft zu bringen. Des Weiteren wollte man laut den Gründern der BHF gegen einen kriminellen und bestechlichen Bosnisch-herzegowinischen Fußballverband kämpfen und einen besseren Dachverband des Landes durchsetzen.

### Vorfälle
Zwischen den Jahren 2000 und 2010 kam es immer wieder seitens der BHF zu zwischenzeitlichen Spielabbrüchen, aufgrund von Sachbeschädigungen, dem Werfen von Leuchtraketen auf das Spielfeld und ähnlichen Vorfällen. Immer wieder musste der Verband Strafen in Höhe von mehreren Tausend Euro an die UEFA zahlen, was den BHFanaticos auch Recht war. Ziel der Fangruppe war es, durch die Ausschreitungen in den Stadien in Bosnien und Herzegowina sowie in weiteren europäischen Ländern, Strafen der UEFA zu provozieren, die den Verband finanziell schwächen und seinen damaligen Vorstand, insbesondere den Ex-Generalsekretär des NFSBIH Munib Ušanović zu Fall bringen sollten. Nachdem in den Jahren 2010/2011 eine Neuorganisation des Fußballverbandes stattfand und der NFSBIH in eine gute finanzielle Lage gebracht wurde, beruhigte sich die Lage in den Stadien wieder.